# Waterloo (film, 1970)
Waterloo egy 1970-ben bemutatott, szovjet–olasz koprodukcióban készült monumentális történelmi mozifilm, Szergej Bondarcsuk rendezésében, Rod Steiger, Christopher Plummer, Orson Welles és Jack Hawkins főszereplésével. A film producere Dino De Laurentiis, szovjet részről a Moszfilm volt. A cselekmény középpontjában a napóleoni korszak utolsó szakasza, a száz nap és a korszakot lezáró döntő ütközet, az 1815-ös waterlooi csata eseményei állnak.

## Cselekmény
A film első harmada a waterlooi csatához vezető hadi eseményekről szó. Az 1814-es hatodik koalíciós háborúban a szövetségesek elfoglalják Észak-Franciaországot és Párizst. 1814. április 4-én a Fontainebleau-i kastélyban Napóleon császár búcsút vesz katonáitól, lemond és Elba szigetére távozik. Egy szűk év után a száműzött császár megszökik és 1815. március 1-jén partra száll Dél-Franciaországban. A trónjára visszahelyezett XVIII. Lajos király a hozzá átállt Ney marsallt küldi a Párizs felé közeledő császár elfogására. Március 12-én Ney csapatai Auxerre közelében találkoznak a Napóleonhoz hű csoporttal. Napóleon személyes varázsa érvényesül, Ney katonái átállnak régi bajtársaikhoz. Ney is meghódol és ismét a császár szolgálatába áll. XVIII. Lajos elmenekül a Tuileriákból. 
Napóleon március 20-án bevonul a fővárosba. Megkezdődik száz napos uralma. A nép körében újraéled Napóleon nimbusza, akit a nemzet hős megmentőjeként ünnepelnek. Tábornokok, akik hűséget esküdtek a Bourbon uralkodónak, most ismét alávetik magukat a visszatérő császár parancsainak. A szövetségesek ismét hadat üzennek Franciaországnak. Napóleon igen rövid idő alatt olyan támogatást gyűjt maga köré. Új hadsereget tud szervezni, melyre támaszkodva szembeszállhat a szövetségesekkel, akiknek parancsnokai Arthur Wellesley brit tábornok, Wellington 1. hercege és Blücher porosz tábornagy.
Kezdetben Napóleon sikereket ér el, a szövetséges hadseregeket egyenként kényszeríti csatára és külön-külön visszavonulásra kényszeríti őket. Június 15-én Richmond hercege, a brüsszeli brit helyőrség parancsnoka fogadást rendez a szövetséges haderő tisztjei és tábornokai számára. A herceg figyelmezteti Wellington hercegét, hogy Napóleon Dél-Németalföld (Belgium) elfoglalására vonul. 
 Június 16-én a Quatre Bras-i csatában Ney marsall eldöntetlen csatát vív a britekkel, és megakadályozza, hogy egyesüljenek Blücher porosz csapataival. A győzelem hírét a megtért Ney személyesen viszi a császárnak, emiatt Wellington vissza tudja vonni sértetlen egységeit.
Közben Napóleon a lignyi csatában visszaveri Blücher seregét, éket verve a brit  és porosz hadsereg közé. Nyilvánvalóvá válik, hogy győzelem és vereség döntően a csapatok közötti kommunikáció fenntartásán múlhat. Napóleon utasítja Grouchy marsallt, hogy 30 000 emberrel vegye üldözőbe a visszavonuló poroszokat, nehogy egyesülni tudjanak a britekkel. Törzskarával tanácskozva Wellington úgy dönt, Waterloo községnél állja útját a franciáknak. Napóleon magabiztosan készül az összecsapásra. 
A csata kezdetén a franciák visszaszorítják és véres védelmi közelharcra kényszerítik a briteket Hougoumont-nál és La Haye Sainte-nél. Wellington ragaszkodik ahhoz, hogy főerejét nem mozdítja el a centrum védelmi állásaiból. Éjszaka megváltozik az időjárás, ez keresztülhúzza Napóleon terveit. A zuhogó eső következtében a csatamező sártengerré válik, a reggelre tervezett francia támadás megindítását el kell halasztani. A késedelem időt biztosít Blüchernek, hogy az újjászervezett porosz hadsereggel ismét felvonuljon Napóleon hátában, és a döntő pillanatban beavatkozzon a csatába. Ney marsall a francia lovasságot rosszul időzített rohamokra viszi a brit gyalogos négyszögek rendszere ellen. A lovasság felőrlődik, a hadi szerencse elpártol Napóleontól. Utolsó próbálkozásként a császár harcba veti sokat tapasztalt, mindaddig veretlen „Régi Gárdáját”, amely azonban a támadó poroszok és a rejtett védelmi állásaikban szilárdan kitartó brit gyalogság közé szorulva szintén felőrlődik. A brit ellentámadás nyomán Napóleon elhagyja a csatateret, estére a franciák rendezetlenül visszavonulnak. A menekülőket a poroszok egész éjjel üldözik. A csatamezőn visszamarad Napóleon legendás kerek csákója. Wellington megszemléli a halottakkal és sebesültekkel borított csatamezőt.

## Főbb szereplők
| Szerep                                      | Színész             | Magyar hangja (1. szinkron, 1979) |
| ------------------------------------------- | ------------------- | --------------------------------- |
| Napoléon Bonaparte francia császár          | Rod Steiger         | Haumann Péter                     |
| Arthur Wellesley, Wellington hercege        | Christopher Plummer | Ujréti László                     |
| XVIII. Lajos francia király                 | Orson Welles        | Képessy József                    |
| Sir Thomas Picton brit tábornok             | Jack Hawkins        | N/A                               |
| Blücher porosz tábornagy                    | Szergo Zakariadze   | Erdődy Kálmán                     |
| Michel Ney, francia marsall                 | Dan O’Herlihy       | N/A                               |
| Alexander Gordon ezredes, Gordon 4. hercege | Rupert Davies       | N/A                               |
| Charlotte Lennox, Richmond hercegné         | Virginia McKenna    | N/A                               |
| Sir William Howe De Lancey brit ezredes     | Ian Ogilvy          | N/A                               |
| Emmanuel de Grouchy márki, francia marsall  | Charles Millot      | N/A                               |

További magyar hangok: Buss Gyula, Csernák János, Dallos Szilvia, Felföldi László, Márton András, Pákozdi János, Tolnai Miklós, Varga T. József

## Gyártás
Rod Steiger (Napóleon) és Christopher Plummer (Wellington) gyakran magányos narrációk keretében mondják el a nézőknek a hadvezérek saját gondolatait. Bondarcsuk rendező alapvetően semleges szemlélettel készítette a filmet. A forgatókönyv nem egyszerűen a két főparancsnok személyét állítja a központba, hanem megszólaltatja mindkét oldal tisztjeit, egyszerű katonáit is. A film cselekménye a valós történelmi eseményeket hűen követve, idősorrendben mutatja be a hadi eseményeket, hangsúlyt helyezve mindkét harcoló fél katonáinak hősi erőfeszítéseire, és az elszenvedett véres veszteségekre.
A filmet a bőséges és látványos csatajelenetek tették híressé. Ezeket Ungvár térségében, az Ukrán SzSzK Kárpátontúli körzetében vették fel. A szovjet hatóságok 17 000 statisztát állítottak ki, javarészben a Szovjet Hadsereg katonáiból, köztük egy teljes szovjet lovas dandárt (2000 lovast). Ilyen létszámú statiszta-gárdát addig egyetlen mozifilmben sem szerepeltettek. A statiszták korhű jelmezekben és felszereléssel (egyenruhákban és fegyverekkel) dolgoztak. A csatajeleneteket az eredeti leírásoknak megfelelő létszámú statiszta játszotta el, a látványos manőverek végrehajtását hadtörténészek és katonai szakértők tervezték, az eredeti csata leírásai szerint. A katonák csoportjait tisztek irányították, akik hordozható rádió-adóvevő készülékeken (walkie-talkie-kon) kapták utasításaikat a rendezőtől. A forgatás alatt lábra kelt a mondás, hogy Bondarcsuk a világ hetedik legnagyobb hadseregét vezényli.
A nagy kiterjedésű harcmezőt a szovjet fél nagyszabású földmunkával, buldózerek bevetésével tette az eredetihez hasonlóvá. Dombokat gyalultak le, utakat építettek. Mezőgazdasági brigádok gondoskodtak a csatamező növényzetének kialakításáról. A sártengert föld alá fektetett öntözőcsövekkel biztosították. Az operatőri munka közvetlen, valóságos látványtervezésen alapult, nem alkalmaztak speciális effekteket. A felvételeket Panavision filmre rögzítették. A kamerákat a harcmező sok pontján működtették, filmeztek közvetlenül a föld szintjéről, magas kameratornyokból, katonai helikopterből és a harcmező fölött kiépített magasvasúti pályáról is.
További jeleneteket Nápolyban, a Casertai királyi palotában forgattak. A beltéri jeleneteket a római De Laurentiis Stúdiókban vették fel.

## Fogadtatás
A film rendezője, Szergej Bondarcsuk néhány évvel korábban, 1967-ben fejezte be Háború és béke című, szovjet–amerikai–olasz koprodukcióban készült monumentális, háborús filmsorozatát, Tolsztoj klasszikus regényfolyama alapján. Az alkotás nemzetközi sikert aratott és Oscar-díjat is nyert. Az 1970-es Waterloo filmet a nemzetközi kritika vegyesen fogadta, ennek ellenére több szakmai díjra jelölték, ezekből néhányat el is nyert. Az elmarasztaló bírálatok elsősorban a szovjet történelmi filmekre jellemző lassú ütemű és hangsúlyozottan patetikus hangvételt kifogásolták. A brit és nyugatnémet kritikának nem tetszett a Napóleon-karakter pozitív ábrázolási módja (a nép egyszerű, hős fia, harcban az idegen megszállók ellen).

## Elismerések, díjak
| Díjosztó                  | Díjosztály              | Jelölt             | Eredmény |
| ------------------------- | ----------------------- | ------------------ | -------- |
| 24. BAFTA-gála, 1971      | Legjobb operatőri munka | Armando Nannuzzi   | Jelölve  |
| 24. BAFTA-gála, 1971      | Legjobb jelmeztervezés  | Maria De Matteis   | Elnyerte |
| 24. BAFTA-gála, 1971      | Legjobb díszlettervezés | Mario Garbuglia    | Elnyerte |
| David di Donatello-díj    | Legjobb film            | Dino De Laurentiis | Elnyerte |
| Ezüst Szalag díj, 1970/71 | Legjobb operatőri munka | Armando Nannuzzi   | Jelölve  |

## További információ
- Waterloo a PORT.hu-n (magyarul)
- Waterloo az Internetes Szinkronadatbázisban (magyarul)
- Waterloo az Internet Movie Database-ben (angolul)
- Waterloo a Rotten Tomatoeson (angolul)
- Waterloo a Box Office Mojón (angolul)
- Waterloo (1970) (francia nyelven). AlloCiné.fr
- Waterloo (1970) (német nyelven). Filmdienst.de
- Waterloo (1970) (magyar nyelven). TMDB (The MovieWeb Adatbázis)
- Waterloo (1970) (magyar nyelven). MAFAB.hu